# 핀레이슨다람쥐
핀레이슨다람쥐(Callosciurus finlaysonii)는 다람쥐과에 속하는 설치류의 일종이다. 캄보디아와 라오스, 미얀마, 태국, 베트남에서 발견된다. 방콕 주변의 도시 공원과 정원에 적응한 아종 "플라워"(C. f. floweri)는 싱가포르 세랑군 지역에 유입되어 서식하고 있다. 이탈리아에도 2개 개체군이 도입되어 있으며, 애완동물 거래로 인기를 끌고 있기 때문에 유입된 결과로 추정한다. 2개 개체군은 아종 "보코트"(C. f. bocourti)로 간주한다. 일본에 유입된 칼로스키우루스속 다람쥐도 핀레이슨다람쥐의 아종일 가능성이 높다.
아종의 털 색은 아주 다양하다. 현재 별도의 아종으로 간주되는 "녹빛다람쥐"(C. f. ferrugineus)를 포함하여 16종의 아종이 알려져 있다. 아종 "분송"(C. f. boonsongi)의 이름은 태국 동물학자 겸 환경보호론자 분송 레카굴(Boonsong Lekagul) 박사의 이름을 기리기 위해 명명했다. 칼로스키우루스속(Callosciurus, "아름다운 다람쥐"라는 의미)의 다른 종처럼, 핀레이슨다람쥐는 보통 나무 위에서 생활하며, 주로 과일을 먹는다. 현지 조사에 의하면, 일반적인 이색형 색각을 가진 포유류로 익은 과일과 그렇지 않은 과일을 구별할 수 있는 것으로 추정하고 있다.

## 아종
16종의 아종이 알려져 있다.
| - C. f. finlaysonii - C. f. albivexilli - C. f. folletti - C. f. frandseni - C. f. germaini - C. f. harmandi | - C. f. trotteri - C. f. annellatus - C. f. bocourti - C. f. boonsongi - C. f. cinnamomeus | - C. f. ferrugineus - C. f. menamicus - C. f. nox - C. f. sinistralis - C. f. williamsoni |